# Simethis planifolia
La purga de pobres o palomino   (Simethis planifolia) es una planta de la familia Xanthorrhoeaceae. Es la única especie del género monotípico Simethis.

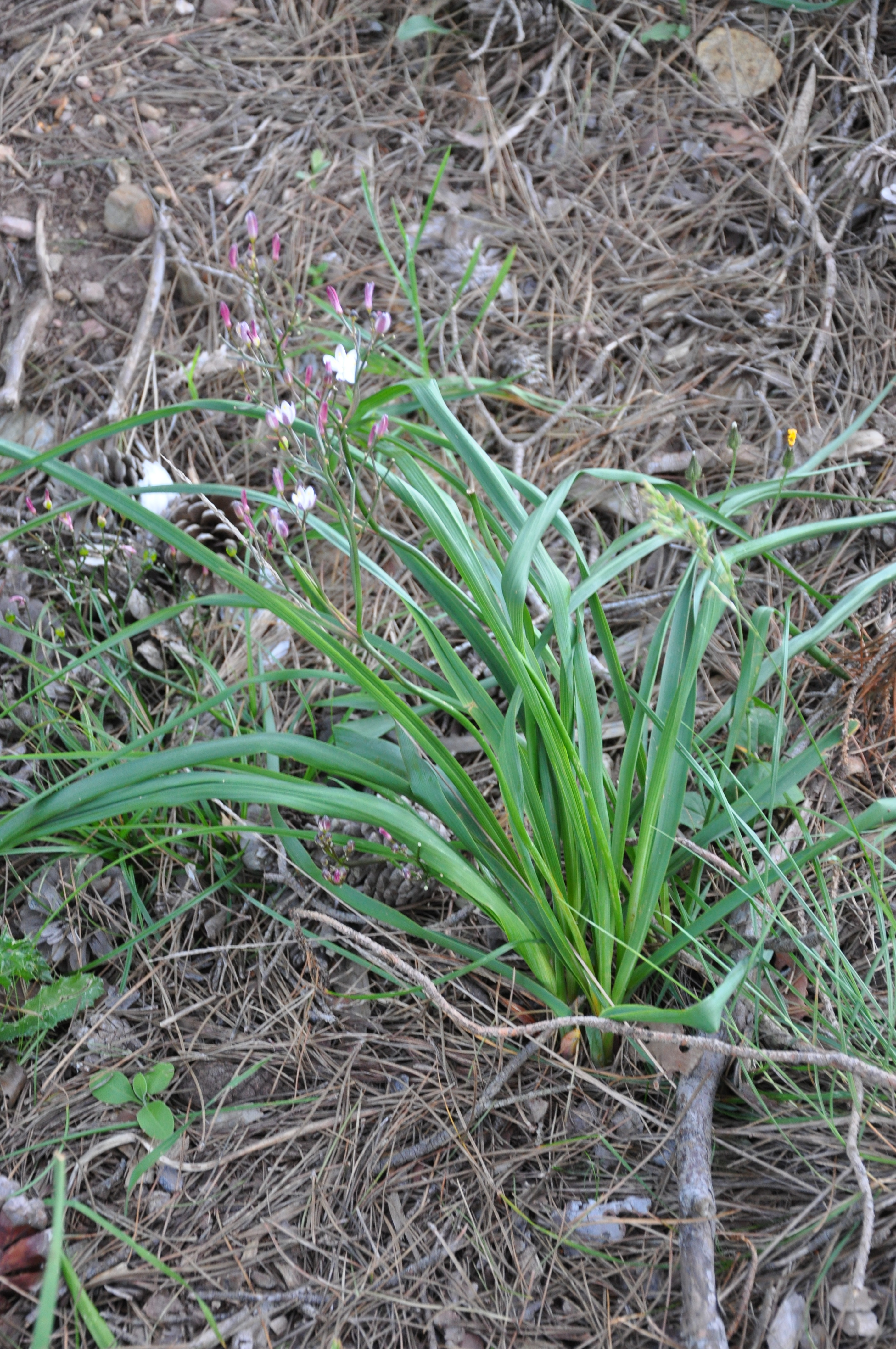
Hábitat

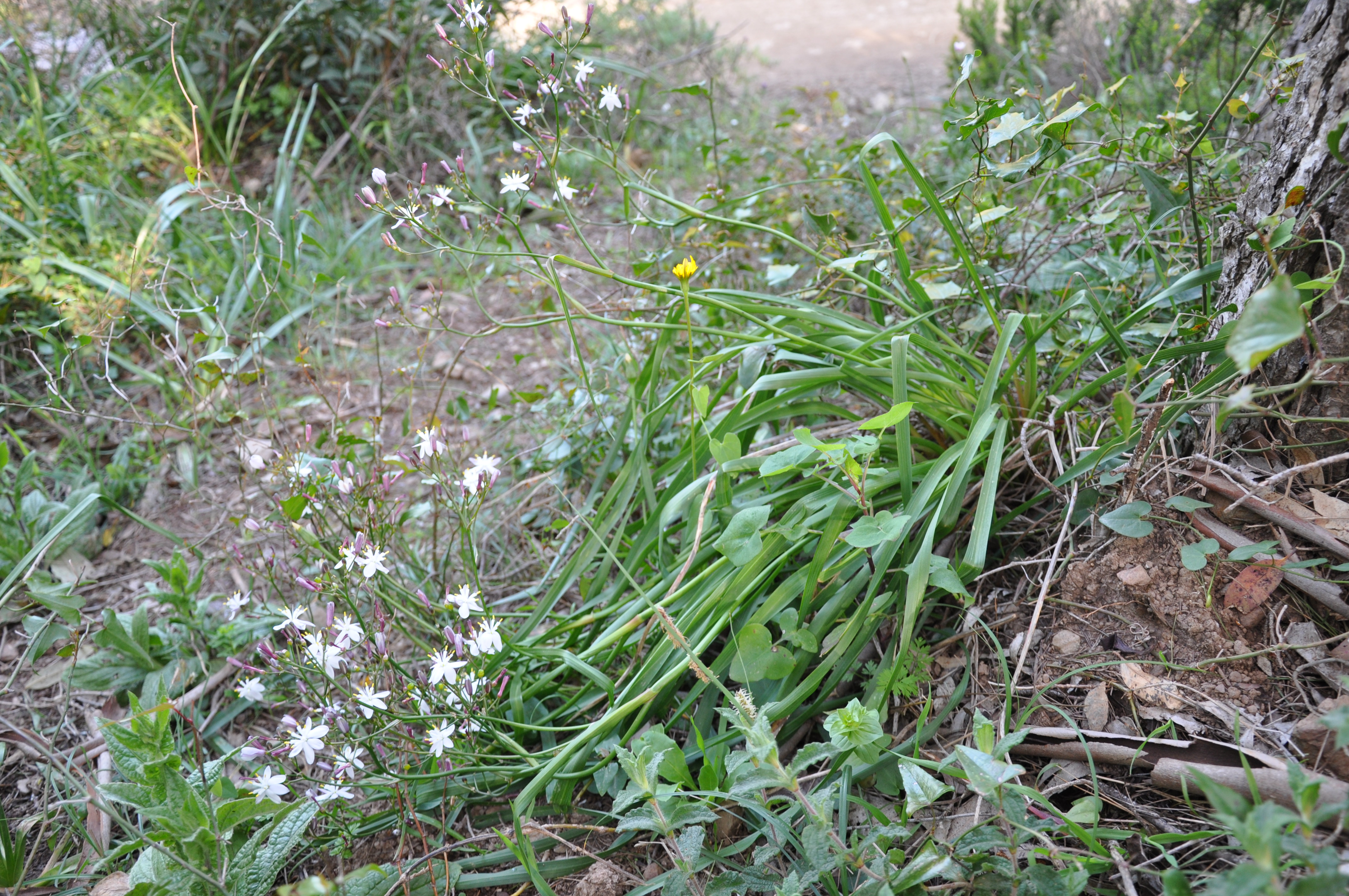
Vista de la planta

## Descripción
Planta perenne de tallo flexuoso, erecto de hasta 40 cm, con flores blancas moradas por fuera, en una inflorescencia ramosa laxa. Hojas lineales, todas basales, más largas que el tallo floral. Raíces cespitosas, ahusadas, carnosas. Flores con 6 segmentos periánticos extendidos, de 9-11 mm de largo, estrechamente elípticos, con 5-7 venas. Cápsula globular de aproximadamente 5 mm. Florece en primavera y verano.

## Distribución y hábitat
En Francia, Irlanda, España, Italia, Portugal y Marruecos. En la península ibérica alcanza su óptimo en su mitad noroccidental, en donde dominan los suelos pobres en bases (Galicia, Portugal, Cantabria y País Vasco), también en las regiones occidentales del Sistema Central (Oeste de Gredos, Gata y Estrella),
no obstante se presenta igualmente en algunas islas silíceas de la Iberia oriental (Gerona).
Habita en brezales cerca del mar, en lugares rocosos. En el norte de África entre helechos, cantuesos, brezos blancos, jaguarzos moriscos, jaras rizadas, aulagas, carquesas y polígalas.
En la península ibérica forma parte de pastizales desarrollados sobre suelos silíceos, sueltos, secos y oligotrofos, originados a partir de rocas ácidas (granitos, areniscas, cuarcitas, gneises, etc.), que aprovechan los claros de enebrales, madroñares, alcornocales, robledales y rodales de pinos piñoneros, así como de sus matorrales seriales especialmente tojales y jaral-cantuesales.

## Importancia económica y cultural
Usos
Las raíces una vez desecadas y en cocimiento se utilizan para purgar animales y a las personas. Con este fin ha de recolectarse en primavera. Sólo se utiliza en etnoterapéutica para el tratamiento de la constipación intestinal. Fuera de la península ibérica, se utiliza, con los mismos usos, en algunas zonas de Francia (Las Landas).
Principios activos
Oximetilantraquinonas, en partes libres y en parte formando heterósidos con la maltosa y la glucosa.
Dosis
Decocción de las raíces al 2%, 2-3 tazas/días, al menos una antes de acostarse (en tratatamiento discontinuos)

## Evolución, filogenia y taxonomía
Simethis planifolia fue descrito por  (L.) Gren. et Godr. y publicado en Fl. France (Grenier) 3: 222. 1855
Sinonimia
- Anthericum planifolium L., Mant. Pl. 2: 224 (1771).
- Phalangium planifolium (L.) Pers., Syn. Pl. 1: 367 (1805).
- Bulbine planifolia (L.) Spreng., Syst. Veg. 2: 86 (1825).
- Hemierium planifolium (L.) Raf., Fl. Tellur. 2: 27 (1837).
- Pubilaria planifolia (L.) Samp., Exsicc. (Herb. Portug.), Apend. 3: 4 (1914).
- Anthericum mattiazzii Vand., Fasc. Pl.: 12 (1771).
- Anthericum bicolor Desf., Fl. Atlant. 1: 304 (1798).
- Anthericum ericetorum Bergeret, Fl. Basses-Pyrénées 2: 168 (1803).
- Phalangium bicolor DC. in P.J.Redouté, Liliac. 4: t. 215 (1808).
- Pubilaria bicolor (Desf.) Raf., Fl. Tellur. 2: 27 (1837).
- Morgagnia bicolor (Desf.) Bubani, Nuovi Ann. Sci. Nat. 9: 94 (1843).
- Simethis bicolor (Desf.) Kunth, Enum. Pl. 4: 618 (1843).
- Sieboldia bicolor (Desf.) Heynh., Alph. Aufz. Gew.: 644 (1847).
- Phalangium holosericeum Pourr. ex Willk. & Lange, Prodr. Fl. Hispan. 1: 203 (1862).
- Pogonella planifolium Salisb., Gen. Pl.: 70 (1866), nom. inval.
- Simethis mattiazzii (Vand.) Sacc., Atti Mem. Reale Accad. Sci. Lett. Arti Padova, n.s., 16: 78 (1900).
- Pubilaria mattiazzii (Vand.) Samp., Anais Fac. Ci. Univ. Porto 22: 5 (1936).[6]
- Simethis mattiazzii (Vand.) G.López & C.E.Jarvis., Anales Jard. Bot. Madrid 40(2): 344. 1984 [1983 publ. 1984][4]